# Blizanów (gromada)
Blizanów – dawna gromada, czyli najmniejsza jednostka podziału terytorialnego Polskiej Rzeczypospolitej Ludowej w latach 1954–1972.
Gromady, z gromadzkimi radami narodowymi (GRN) jako organami władzy najniższego stopnia na wsi, funkcjonowały od reformy reorganizującej administrację wiejską przeprowadzonej jesienią 1954 do momentu ich zniesienia z dniem 1 stycznia 1973, tym samym wypierając organizację gminną w latach 1954–1972.
Gromadę Blizanów z siedzibą GRN w Blizanowie utworzono – jako jedną z 8759 gromad na obszarze Polski – w powiecie kaliskim w woj. poznańskim, na mocy uchwały nr 22/54 WRN w Poznaniu z dnia 5 października 1954. W skład jednostki weszły obszary dotychczasowych gromad Blizanów, Blizanów B, Blizanówek, Skrajnia Blizanowska, Janków i Łaszków, ponadto miejscowość Piątek Wielki-Brzezina (bez ośmiu gospodarstw położonych w północnej jej części) z dotychczasowej gromady Piątek Wielki-Brzezina oraz 35 ha z miejscowości Janków II (między szosą Stawiszyn-Pleszew a rowem, od strony północnej oddzielającym resztę miejscowości Janków II) z dotychczasowej gromady Janków II – ze zniesionej gminy Brudzew w tymże powiecie. Dla gromady ustalono 21 członków gromadzkiej rady narodowej.
29 lutego 1956 do gromady Blizanów włączono miejscowość Piątek Wielki-Kolonia z gromady Długa Wieś w tymże powiecie.
4 lipca 1968 do gromady Blizanów włączono obszar zniesionej gromady Lipe w tymże powiecie.
Gromada przetrwała do końca 1972 roku, czyli do kolejnej reformy gminnej. 1 stycznia 1973 w powiecie kaliskim utworzono gminę Blizanów.